# Green Giant
De Green Giant is een mijn in Madagaskar. De mijn is gelegen in de regio Atsimo-Atsinanana. Het herbergt met een geschatte 59,2 miljoen ton erts met 0,68% vanadium een van de grootste vanadiumvoorraden van Madagaskar.